# Liste der Naturschutzgebiete im Landkreis Alzey-Worms
Die Liste der Naturschutzgebiete im Landkreis Alzey-Worms enthält die Naturschutzgebiete im rheinland-pfälzischen Landkreis Alzey-Worms.
| Name                          | Bild                                                    | Kennung               | Kreis                                         | Einzelheiten | Position | Fläche Hektar | Datum         |
| ----------------------------- | ------------------------------------------------------- | --------------------- | --------------------------------------------- | --- | -------- | ------------- | ------------- |
| Kalksteinbrüche Rosengarten   |                                                         | 7331-045 WDPA: 82028  | Landkreis Alzey-Worms                         | Gemarkung Gundersheim, im Eigentum des BUND Rheinland-Pfalz | ⊙        | 10            | 1983          |
| Ölberg Wöllstein              | BW                                                      | 7331-053 WDPA: 82283  | Landkreis Alzey-Worms                         | | ⊙        | 3,8           | 1983          |
| Im Briehl/Schafwiese          |                                                         | 7331-054 WDPA: 163856 | Landkreis Alzey-Worms                         | Gau-Odernheim | ⊙        | 24            | 1990          |
| Gau-Köngernheimer Ried        | BW                                                      | 7331-055 WDPA: 163203 | Landkreis Alzey-Worms                         | | ⊙        | 30            | 1990          |
| An der Raumühle               | BW                                                      | 7331-056 WDPA: 162217 | Landkreis Alzey-Worms                         | | ⊙        | 12            | 1990          |
| Dorschberger Hohl             | BW                                                      | 7331-057 WDPA: 81545  | Landkreis Alzey-Worms                         | | ⊙        | 1,1           | 1983          |
| Eich-Gimbsheimer Altrhein     |                                                         | 7331-058 WDPA: 81581  | Landkreis Alzey-Worms                         | | ⊙        | 162           | 1966          |
| Gimbsheimer Altrhein          | BW                                                      | 7331-059 WDPA: 81731  | Landkreis Alzey-Worms                         | | ⊙        | 112           | 1979          |
| An der Lausau                 |                                                         | 7331-060 WDPA: 162214 | Landkreis Alzey-Worms                         | | ⊙        | 18            | 1990          |
| Höll-Martinsberg              | BW                                                      | 7331-070 WDPA: 163760 | Landkreis Alzey-Worms                         | | ⊙        | 19,8          | 1984          |
| Am Kahlenberg                 | BW                                                      | 7331-083 WDPA: 162164 | Landkreis Alzey-Worms                         | | ⊙        | 2,8           | 1986          |
| Horn bei Siefersheim          | BW                                                      | 7331-097 WDPA: 163794 | Landkreis Alzey-Worms                         | | ⊙        | 15,6          | 1987          |
| Haarberg-Höllberg             | BW                                                      | 7331-102 WDPA: 163421 | Landkreis Alzey-Worms                         | | ⊙        | 38            | 1988          |
| Aulheimer Tälchen             | Aulheimer Tälchen zwischen Erbes-Büdesheim und Flonheim | 7331-158 WDPA: 162296 | Landkreis Alzey-Worms                         | | ⊙        | 15            | 1991          |
| Arenberg-Dreigemeindewald     | BW                                                      | 7331-163 WDPA: 162235 | Landkreis Alzey-Worms                         | Wendelsheim, Nack Wiesbachtal mit dem naturnahen Wiesbachlauf, bachbegleitendem Eschen-Erlen-Saumwald und angrenzenden Niederungsflächen sowie talbegleitenden Hangbereichen mit verschiedenartigen, naturnahen Waldbeständen, Blockschutt-, Fels- und Trockenbereichen sowie Halbtrockenrasen | ⊙        | 61            | 30. Juli 1991 |
| Fischsee                      | BW                                                      | 339087 WDPA: 163107   | Landkreis Mainz-Bingen, Landkreis Alzey-Worms | Gimbsheim, Guntersblum ehemaliger Altrheinarm mit Überschwemmungszonen, Feuchtwiesen und Wasserflächen | ⊙        | 81,62         | 1987          |
| Hahnheimer Bruch              |                                                         | 339123 WDPA: 163480   | Landkreis Mainz-Bingen, Landkreis Alzey-Worms | Wörrstadt, Hahnheim, Sörgenloch Bereich der Selzniederung mit naturnahem Bachlauf, Gräben, Gehölzbeständen, Schilfröhrichten, Seggenrieden, Feuchtwiesen und -brachen und grundfeuchten Ackerflächen                                                                                           | ⊙        | 50,34         | 1990          |
| Legende für Naturschutzgebiet |                                                         |                       |                                               | |          |               |               |

Die oben genannten Naturschutzgebiete machen rund 1 Prozent der Gesamtfläche des Landkreises aus (6,6 km² von 588,1 km² Gesamtfläche, siehe Landkreis Alzey-Worms).